# A级方程式赛车
《A级方程式赛车》是南梦宫在1994年发行的3D竞速街机游戏。游戏中玩家驾驶一级方程式赛车在各种赛道环行。
南梦宫之后发行了两部街机续作：《A级方程式赛车 胜利金足》（1996）和《A级方程式赛车3 最终圈》（2008）。

## 玩法
玩家可以选择自动或手动档，以及新手和专家等级。玩家可以选择4个车队的8辆车。

## 评价与批评
《A级方程式赛车》获得第76届国际游乐园及景点协会（IAAPA）斩最佳投币游戏。
《A级方程式赛车》大量使用电脑助力技术，即拖尾的玩家会被大幅加速，追上领头的玩家。然而在拖尾玩家追上领先玩家后，加速还会延续一小段时间——于是导致了“加速”策略，玩家故意落到后面，在游戏最后半圈利用加速冲刺，让其他玩家无法追上。

## 续作
- 《A级方程式赛车 胜利金足》 － 南梦宫1996年发行。和前作相比赛道和车辆更多，使用现代未来设定。
- 《A级方程式赛车3 最终圈》 － 南梦宫2008年发行，前两部游戏的正式续作。游戏使用了模仿《山脊赛车7》的机制，车辆可以以非常高速漂移。游戏有大量参照南梦宫之前游戏（如《太鼓达人》、《铁拳6》、《山脊赛车7》）的内容。